# Spirit of Mozart (Salzburg)

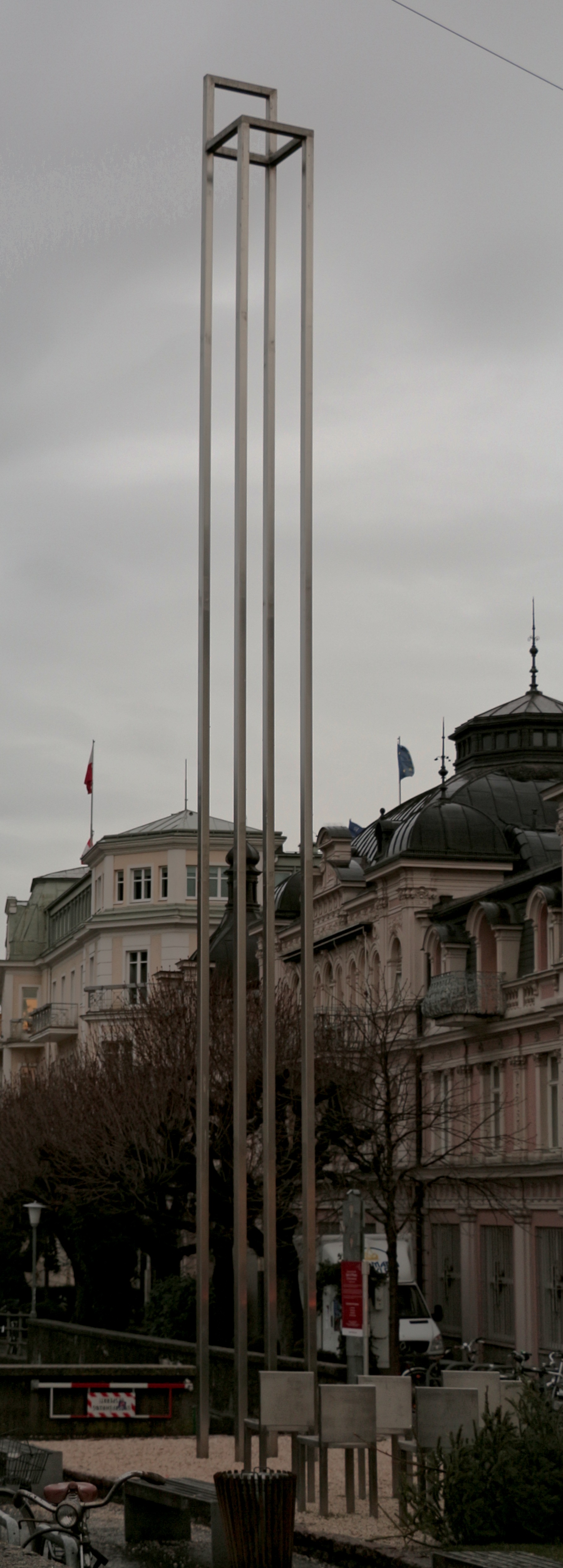
Spirit of Mozart

Spirit of Mozart ist eine Kunstinstallation auf der rechten Seite der Salzach in unmittelbarer Nähe zur Staatsbrücke in der Altstadt von Salzburg. Das Kunstwerk wurde im Rahmen des „Kunstprojektes Salzburg“ 2004 von der jugoslawischen Performance- und Video-Künstlerin Marina Abramović geschaffen. Seit 2013 gehört das Werk zur Sammlung Würth.

## Das Kunstwerk
Das dritte Werk für Kunstprojekt Salzburg ist eine „interaktive Skulptur“ die aus einer raumgreifenden Anordnung von Sesseln besteht. Dabei ist ein 15 Meter hoher Sessel von acht für das Publikum benutzbare Sessel umgeben. Die aus Edelstahl gefertigte Installation lädt Besucher zur Meditation ein. Marina Abramović wählte dafür bewusst den belebten Stadtraum. Mit dem Projekt wollte sie mitten im pulsierenden Stadtzentrum von Salzburg einen Ort der Besinnung schaffen und ihn „dem Geiste Mozarts widmen“. Laut Marina Abramović spiele neben der Religion vor allem die Musik eine wichtige Rolle im Leben der Salzburger. Fast jeder Mensch verbindet noch heute Salzburg mit der Musik, vor allem aber mit Mozart. Wenn man durch die Straßen von Salzburg geht, sieht man laut der Künstlerin nie den Horizont, da sich ringsum Gebirge auftun. Diese geographischen Bedingungen führten dazu, dass sich die Bewohner mehr nach innen kehrten, und das Bedürfnis hatte ihre eigenen Traditionen und Regeln zu erstellen.
„Ich möchte einen Sitz für den Geist Mozarts errichten. Er ist 15 Meter hoch, hat keine Sitzfläche, sondern nur die äußeren Formen eines Stuhles. Wenn man darunter steht, sieht man den Himmel. Der Geist ist etwas Unsichtbares, aber wenn man ihm einen Sitz errichtet, wird das Unsichtbare sichtbar. Jeder, der lange genug sitzt und nachdenkt, kann eine Verbindung mit unsichtbaren Kräften eingehen.
Mozart und Salzburg verband eine spannungsreiche Beziehung. Von Salzburg aus unternahm er in seiner Jugend zahlreiche ausgedehnte Reisen nach Frankreich, England und Italien, aber gerade in seiner Heimatstadt komponierte er viele bedeutende Werke. Sein Geist ist in Salzburg geblieben, wo seine Musik immer lebendig war.
Die Arbeit „Spirit of Mozart“ ist für mich die Geste einer neuen und anderen Verständigung, auch eine Geste der Versöhnung.“ (Marina Abramović: Salzburg Foundation)

## Hintergrund
Dieses Kunstwerk ist auf eine Initiative der Salzburg Foundation zurückzuführen. Diese wurde 2001 als Privatinitiative gegründet und versteht sich als eine moderne Form des Mäzenatentums. Bei diesem Projekt, welches keine öffentlichen Subventionen erhält, geht es darum, internationale Künstler für die Stadt Salzburg zu begeistern und sie zu animieren, ein spezifisches Kunstwerk für einen Platz ihrer Wahl zu schaffen. Der Einladung folgten die Künstler Manfred Wakolbinger, Anselm Kiefer, Mario Merz, Tony Cragg, Markus Lüpertz, James Turrell, Stephan Balkenhol, Christian Boltanski, Jaume Plensa, Brigitte Kowanz, Erwin Wurm und Marina Abramović.